# Cynarina lacrymalis
Cynarina lacrymalis là một loài san hô trong họ Mussidae. Loài này được Milne Edwards and Haime mô tả khoa học năm 1848.

## Hình ảnh

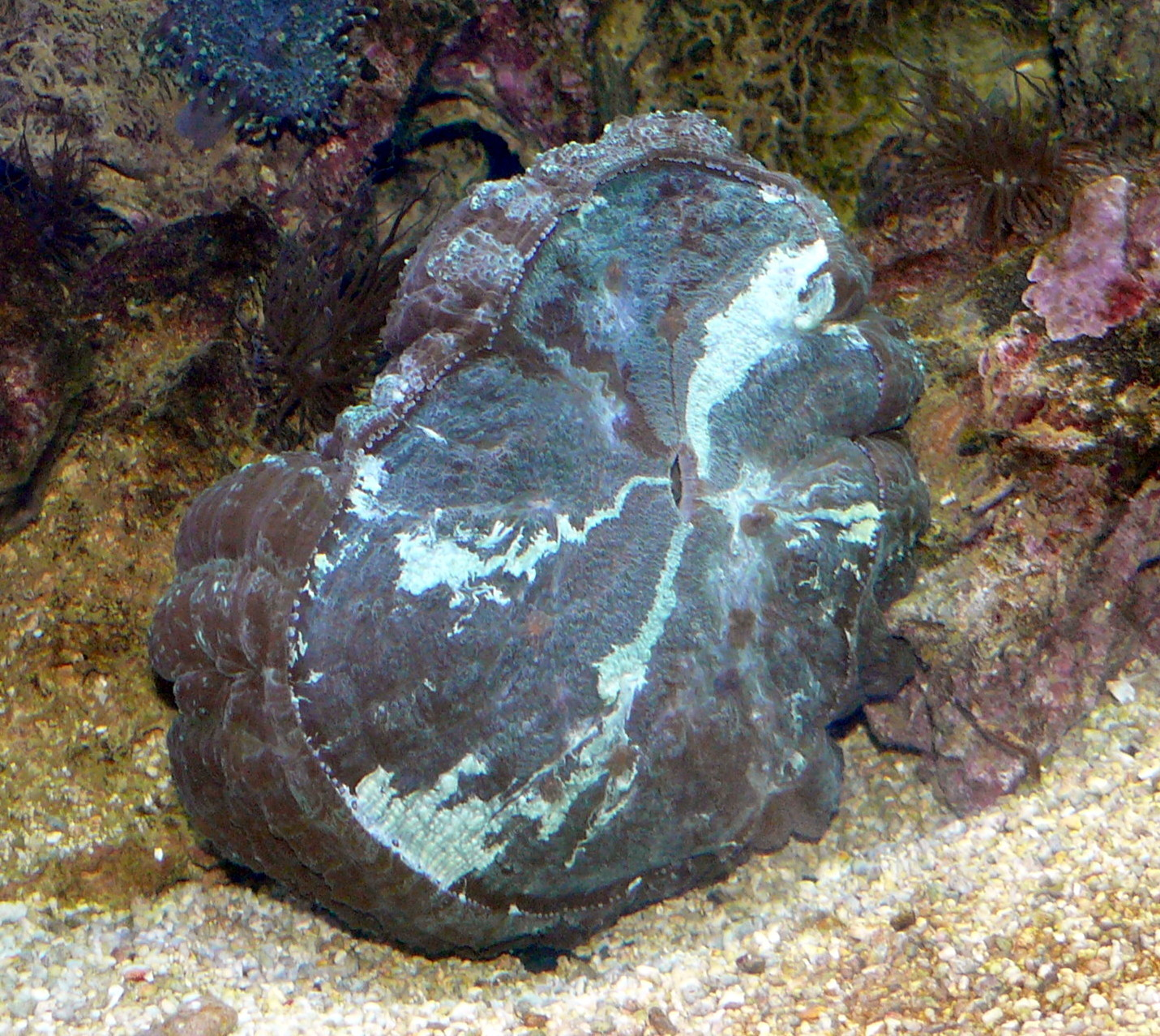
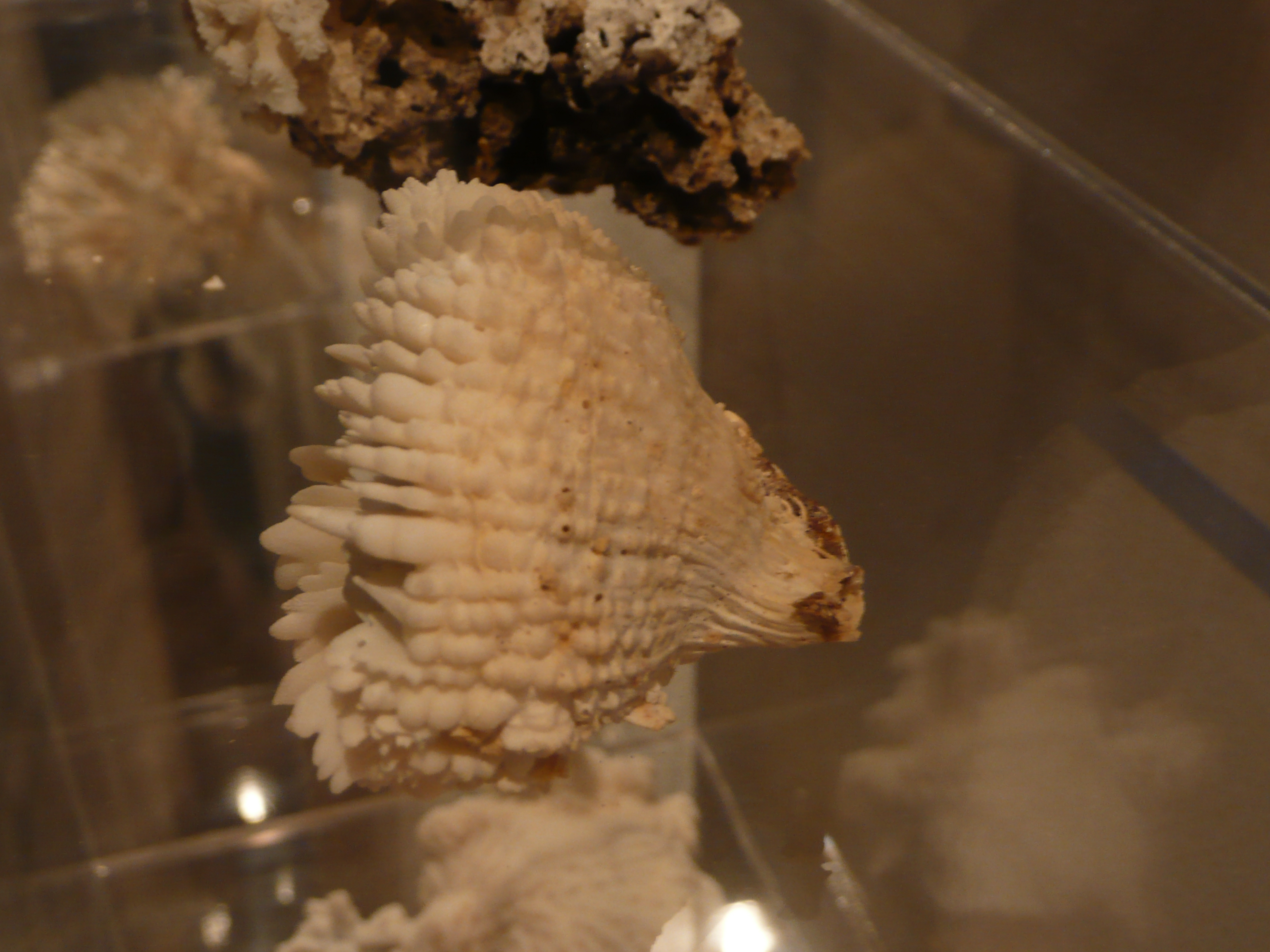
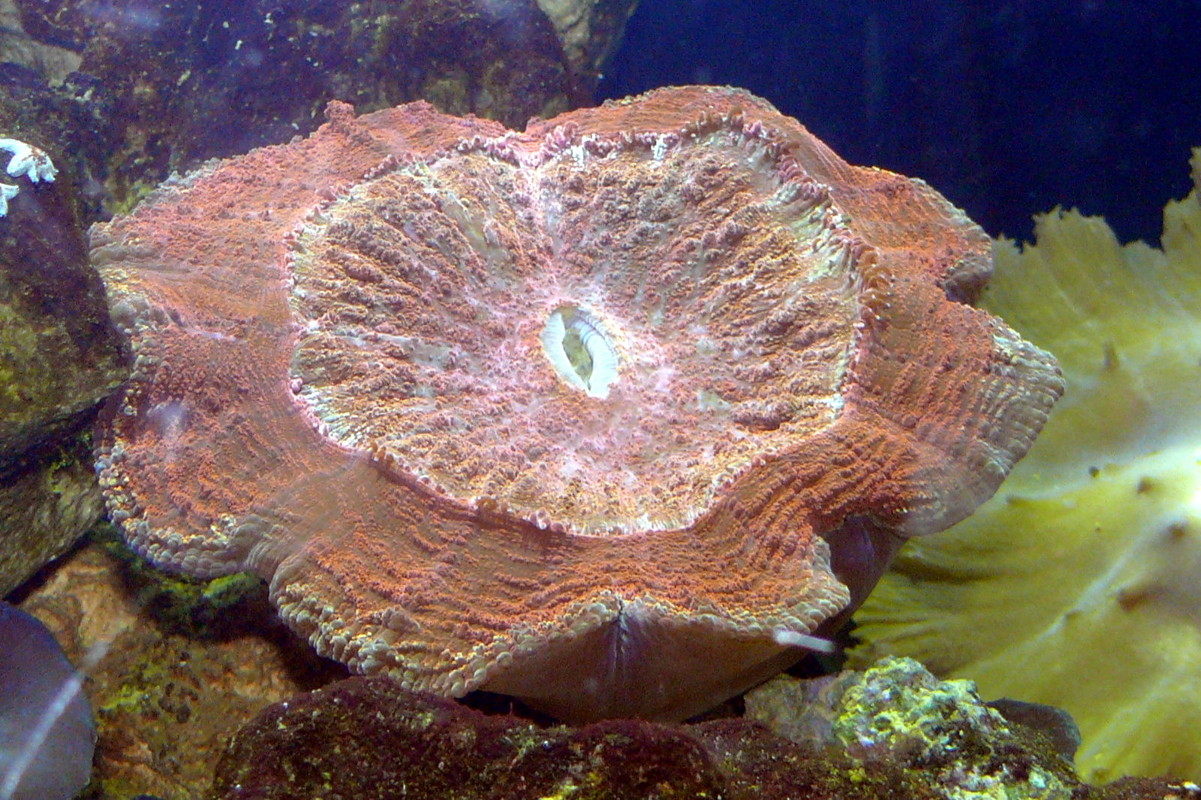